# Sielenbach
Sielenbach település Németországban, azon belül Bajorországban. Lakosainak száma 1864 fő (2023. december 31.).

## Népesség
A település népessége az elmúlt években az alábbi módon változott:
| Lakosok száma | 630  | 791  | 1154 | 1222 | 1572 | 1596 | 1647 | 1725 | 1801 | 1864 |
|               | 1864 | 1925 | 1970 | 1987 | 2012 | 2013 | 2015 | 2017 | 2021 | 2023 |